# Commissione internazionale per l'illuminazione
La Commissione internazionale per l'illuminazione o Commission Internationale de l'Éclairage in sigla CIE è l'autorità internazionale sulla luce, l'illuminazione, il colore e gli spazi colore.
Nacque nel 1913 come successore della Commissione internazionale di fotometria (Commission Internationale de Photométrie) ed oggi ha sede a Vienna in Austria.

## Organizzazione
La CIE ha otto divisioni attive ognuno delle quali stabilisce comitati tecnici per realizzare il suo programma sotto la supervisione del direttore della divisione:
1. Visione e Colore
2. Misurazione di luce e radiazione
3. Ambienti interni e progetto di illuminazione
4. Illuminazione e segnaletica per i trasporti
5. Illuminazione esterna e altre applicazioni
6. Fotobiologia e Fotochimica
7. Aspetti generali sull'illuminazione (Inattivo)
8. Tecnologia dell'immagine